# Béla Sárosi
Béla Sárosi (né le 15 août 1919 à Budapest en Hongrie et mort le 15 juin 1993 à Saragosse en Espagne) fut un footballeur international et un entraîneur hongrois, qui jouait au milieu de terrain.

## Biographie

### Club
Il commence sa carrière en club dans l'équipe junior du Műegyetemi AFC entre 1933 et 1937.
Il commence à jouer en professionnel dans le club du championnat hongrois du Ferencváros TC, chez qui il reste 9 saisons (64 buts en 237 matchs).
Il s'exile ensuite en Italie à la fin de la guerre et joue tout d'abord au FC Bologne jusqu'en 1949, avant de rejoindre l'AS Bari où il reste jusqu'en 1950.
Il part ensuite de l'autre côté de l'Atlantique pour jouer dans le club colombien de l'Atlético Junior où il reste une saison. Il retourne ensuite en Europe pour jouer au FC Porto. En 1952, il signe au Real Saragosse pour un an, et va finir sa carrière en Suisse en tant qu'entraîneur-joueur au FC Lugano. Il prend sa retraite en 1956.

### International
En sélection nationale, il joue en tout 25 matchs et inscrit trois buts entre 1939 et 1945 avec l'équipe de Hongrie.
Il participe à la coupe du monde 1938 en France, où les Hongrois parviennent jusqu'en finale.

### Entraîneur
Après sa première expérience d'entraîneur-joueur à Lugano, il prend ensuite les rênes du FC Bâle entre 1956 et 1958, avant d'aller en Allemagne pour s'occuper de Jahn Regensburg de 1958 à 1959. Il va après chez l'Alemannia Aachen jusqu'en 1961. Il entraîne également par la suite le club belge de K Beerschot VAC entre 1961 et 1962. Il termine ensuite en étant entraîneur assistant au FC Barcelone de 1962 à 1964.